# General Airborne Transport XCG-16
Die  General Airborne XCG-16 war das Projekt eines Lastenseglers, der von dem US-amerikanischen Konstrukteur Harley Bowlus nach dem von Vincent Burnelli entwickelten Konzept des Tragrumpfs (lifting fuselage) konstruiert und von General Airborne Transport gebaut wurde.

## Geschichte
Die Ursprünge des Entwurfs sind in der Literatur widersprüchlich dargestellt.
Nach einer Quelle war die XCG-16 eine direkte Weiterentwicklung aus dem vorhergehenden Burnelli-Projekt A-1. Die A-1 war der Beitrag für eine Ausschreibung des United States Army Air Corps (USAAC), in der ein mittelschwerer strategischer Bomber gefordert wurde. Gewonnen wurde der Wettbewerb schließlich von der Douglas B-18 Bolo, einer Ableitung aus der DC-3. Die A-1 war entsprechend dem typischen Burnelli-Konzept als Auftriebsrumpf mit zwei Leitwerksträgern ausgelegt. Sie hatte eine Spannweite von 26,60 m (84 ft), gelangte jedoch nur bis zum Attrappenstadium.
Nach einer zweiten Quelle wurde Burnelli erst von General Arnold vom USAAC auf den von General Airborne Transport (GAT) eingereichten Entwurf aufmerksam gemacht, der große Ähnlichkeit mit seinen früheren Entwürfen hätte. Arnold bat Burnelli, GAT eine Lizenz zur Verwendung seines Auftriebrumpfkonzepts zu geben, um das Projekt fortführen zu können.
Unstrittig ist, dass das Flugzeug im Jahre 1942 von Harley Bowlus konstruiert wurde, weshalb der Entwurf auch manchmal als Bowlus-Burnelli bezeichnet wurde.
Zuerst wurde ein proof-of-concept-Modell im halben Maßstab des geplanten Lastenseglers erstellt. Das Testmodell fertigte Bowlus in den Räumen einer ehemaligen Reinigung, danach wurde das zweisitzige Flugzeug, das eine offene Kanzel besaß, auf dem Muroc-Salzsee (jetzt Edwards Air Force Base) eingeflogen.
Im Laufe des Jahres 1943 wurde der Prototyp der CG-16A von der General Airborne Transport Inc. aus Los Angeles, Kalifornien aufgebaut.
Zwar wurde ein Vertrag über den Bau von zwei Maschinen mit dem USAAC abgeschlossen; gebaut und geflogen wurde wahrscheinlich jedoch nur ein Exemplar, das das Kennzeichen NX21757 erhielt. Der Erstflug fand im Sommer 1943 statt. Auf dem Wright Field wurden anschließend Vergleichsflüge gegen die Waco CG-13 durchgeführt, wobei sich die XCG-16A in den Flugleistungen als überlegen zeigte.
Am 11. September 1943 fand eine Vorführung der Maschine vor hochrangigen Vertretern der US-Luftwaffe statt. Hierzu wurde auch Ballast in Form von Säcken mit Sand und Bleischrot an Bord genommen, um einen Flug unter Einsatzbedingungen simulieren zu können. Der Start erfolgte mit einer Lockheed C-60 als Schleppmaschine, infolge von Turbulenzen und einer wahrscheinlichen Verschiebung des Ballasts in der XCG-16 musste jedoch die Zugleine gekappt werden. Der Lastensegler geriet daraufhin ins Flachtrudeln, aus dem er nicht mehr abgefangen werden konnte. Von den sieben Mann Besatzung konnten sich nur Bowlus und eine zweite Person mit dem Fallschirm retten.
Daraufhin wurde angeblich noch ein zweites Exemplar gebaut, das auf dem Clinton Army Air Field und in Orlando, Florida getestet wurde. Die Flugzeit hierbei betrug insgesamt 34 Stunden, wobei 50 Starts und Landungen unter Einsatzbedingungen durchgeführt wurden. Dass die XCG-16 dann trotz der guten Flugleistungen doch nicht von der USAAF akzeptiert wurde, lag wohl nicht zuletzt an den Nachteilen der Konstruktion. Hierzu gehörten beispielsweise der unzureichende Schutz für die gesamte Besatzung bei einer Notlandung und die schlechte Beladungsmöglichkeit. Der Vertrag zum Bau weiterer Flugzeuge wurde deshalb am 30. November 1944 annulliert.

## Konstruktion
Die XCG-16A war eine Holzkonstruktion mit einer Spannweite von 28,00 m und besaß die Burnelli-typischen doppelten Leitwerksträger. Ein Bruch der bisherigen Burnelli-Tradition stellte die Abkehr von der bisherigen Leitwerkskonstruktion mit doppeltem Seitenleitwerk hin zu einer Auslegung mit einer einzelnen Flosse und Ruder dar. Die Maschine bestand hauptsächlich aus Sperrholz; die Ruder und Landeklappen waren jedoch stoffbespannt.
Ausgelegt für den Transport von 40 Soldaten oder alternativ einer Nutzlast von 4000 kg, wies die Maschine ein Startgewicht von 8600 kg (19.000 lb) auf. Zwei Abteile mit Abmessungen von jeweils 4,50 × 2,10 m (15 × 7 ft) und einer Höhe zwischen 0,75 bis 1,50 m (2,5 bis 5 ft) waren durch ein längslaufendes tragendes Schott getrennt. Die Zugänge zu den Laderäumen lagen in der Tragflächenvorderkante, wobei mittels Handkurbeln jeweils ein Teil nach oben bzw. nach unten geöffnet und der untere Teil als Laderampe verwendet werden konnte. Das Bugradfahrwerk war voll einziehbar. Die beiden Piloten saßen hintereinander unter einer vollverglasten Kanzel.

## Technische Daten
| Kenngröße              | Daten                                                                                 |
| ---------------------- | ------------------------------------------------------------------------------------- |
| Besatzung              | 2                                                                                     |
| Passagiere             | 40 Soldaten                                                                           |
| Länge                  | 14,74 m (48 ft 4 in)                                                                  |
| Spannweite             | 28,00 m (91 ft 10 in)                                                                 |
| Höhe                   | 5,59 m (18 ft 4 in)                                                                   |
| Flügelstreckung        | 7,4                                                                                   |
| Nutzlast               | 4570 kg (10.080 lb)                                                                   |
| Leermasse              | 4300 kg (9500 lb)                                                                     |
| Startmasse             | 8900 kg (19.580 lb)                                                                   |
| Mindestgeschwindigkeit | 93 km/h (58 mph) bei ausgefahrenen Klappen 99 km/h (62 mph) bei eingefahrenen Klappen |
| Höchstgeschwindigkeit  | 350 km/h (220 mph)                                                                    |